# Glen Maxwell
Glenn Maxwell (nacido el 14 de octubre de 1988) es un jugador de críquet australiano. En 2015, la Junta de Cricket de Australia le otorgó el premio al Jugador Twenty20 masculino del año en la ceremonia de entrega de la Medalla Allan Border. También fue galardonado con el Jugador Internacional del Año de un día masculino en la ceremonia de la Medalla Allan Border por parte de la junta de cricket de Australia en 2016. En abril de 2018, Cricket Australia le otorgó un contrato nacional para la temporada 2018-19. En 2019, Maxwell también fue galardonado con el premio Twenty20 Player of the Year masculino en la ceremonia de entrega de la Medalla Allan Border por parte de la junta de cricket de Australia.

## Trayectoria deportiva
En 2012, Maxwell hizo su debut en One Day International con Australia contra Afganistán en un One Day International único en los Emiratos Árabes Unidos. En 2012, hizo su debut en el Twenty20 contra Pakistán. El 2 de marzo de 2013, Maxwell hizo su debut en Test Cricket contra India. En agosto de 2021, Maxwell fue incluido en el equipo de Australia para la Copa Mundial Twenty20 masculina de la ICC de 2021.